# Hartford City (Wirginia Zachodnia)
Hartford City – miasto w Stanach Zjednoczonych, w stanie Wirginia Zachodnia, w hrabstwie Mason.